# Maison de Lazar Ristović à Dragolj
La maison de Lazar Ristović à Dragolj (en serbe cyrillique : Кућа Лазара Ристовића у Драгољу ; en serbe latin : Kuća Lazara Ristovića u Dragolju) se trouve à Dragolj, dans la municipalité de Gornji Milanovac et dans le district de Moravica, en Serbie. Elle est inscrite sur la liste des monuments culturels protégés de la république de Serbie (identifiant no SK 2100),,.

## Présentation
La maison a été construite dans le style des maisons traditionnelles et ses murs étaient à l'origine constitués de roseaux tressés recouverts d'un mélange d'argile et de paille ; en revanche, aujourd'hui, à cause de nombreuses reconstructions, elle a toute valeur ethnographique.
Elle doit sa valeur patrimoniale au fait que Dušan Dugalić (1910-1942), proclamé héros national en 1950, y est né. Pendant la Seconde Guerre mondiale, ce combattant a été nommé commandant du Premier bataillon du Premier détachement de Šumadija et, en raison de ses activités antifascistes, sa mère a été arrêtée et est décédée plus tard dans le camp de concentration de Banjica, tandis que son frère a été abattu. En tant que commandant du Troisième bataillon de la Seconde brigade prolétarienne, il est mort dans le village d'Oborci, près de Donji Vakuf (aujourd'hui en Bosnie-Herzégovine) en 1942.